# 외과의

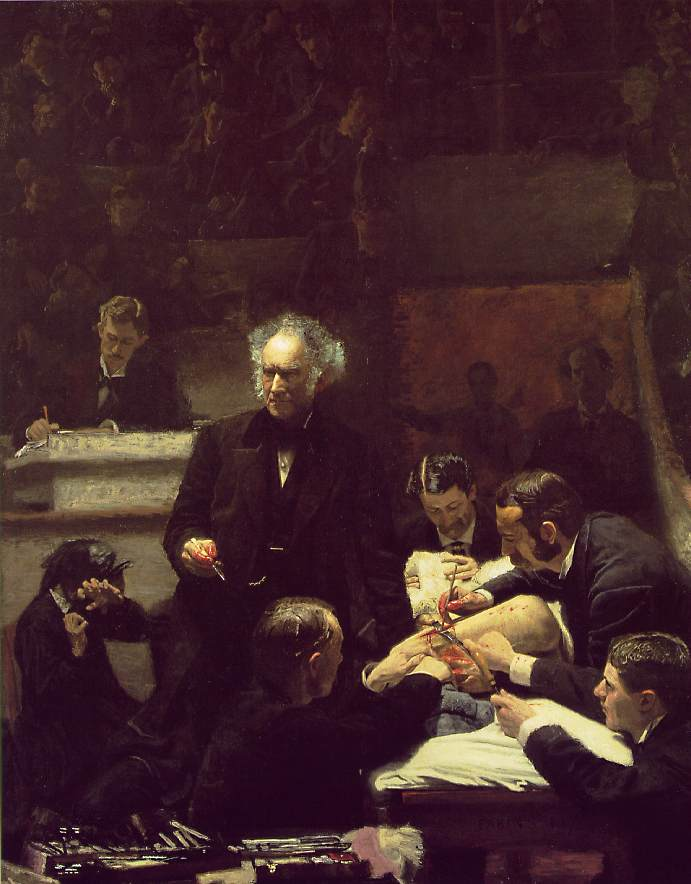
《그로스 클리닉^{The Gross Clinic}》 (1875), 필라델피아 미술관 소장.

외과의(外科醫, surgeon)는 수술을 집행하는 의사를 의미한다. 수술이란 병든 조직을 제거하는 등의 이유로 몸에 칼을 대는 모든 치료를 일컫는다. 외과의가 내과의, 치과의, 족병의, 수의사를 겸할 수 있다.

## 역사

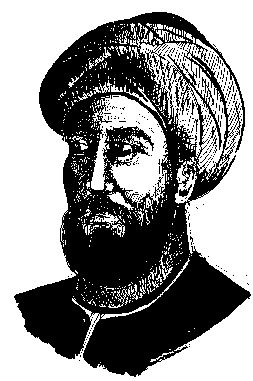
이슬람의 황금 시대에 태어난 알자라위. 외과의의 아버지로 여겨진다.

사서에서 처음으로 등장하는 외과의는 기원전 6세기의 인도사람 수슈루타이다. 수슈루타는 성형수술을 집도했고, 심지어는 개방코성형술을 시술한 기록도 존재한다. 그의 걸작인 《수슈루타 삼히타सुश्रुतसंहिता》는 현존하는 가장 오래된 의학 서적 중 하나로, 외과술 뿐 아니라 아유르베다에 대해서도 가장 근본이 되는 문서로 인정받는다.
수슈루타 이후 나타난 가장 유명한 외과의는 이슬람의 황금 시대의 의사인 알자라위로, 중세시대 최고의 외과의라는 평가를 받는다.  알자라위는 당시 의술에 대해 알려진 모든 것을 집대성한 30권의 의학백과 《알타스리프Kitab al-Tasrif》를 편찬했다. 자궁외임신을 처음으로 발견했으며, 혈우병이 유전병이라는 것도 처음으로 알아냈다. 알자라위의 발견은 이후 집도되는 모든 수술에 지대한 영향을 미쳤으나 수술이 별개의 의료 행위로 분류된 것은 18세기의 일이다.
유럽에서 수술은 대부분 결투현상에서 고용된 이발사가 집도했는데, 이후 생리학과 의학에서도 수술을 일상적 의료행위의 하나로 집행하기 시작하면서 따로 분류되었다. 19세기가 되면 더 이상 이발사 외과의는 찾아볼 수 없으며, 대부분의 수술은 수술에 특화된 의사에 의해 집행되는 것을 찾아볼 수 있다. 그러나 19세기 말까지도 외과의는 군의관을 부르는 이름으로 사용되었다.

### 동아시아에서
일본에서는 《태평기》에서 처음으로 외과라는 단어가 사용되었는데, 무로마치 시대에 수술의 빈도가 늘어남에 따라 외과의 별칭으로 외경(外境)이라는 용어도 사용되었다. 1559년에 만들어진 일본어사전 《이로하 자서いろは字書》에서는 게키쿄샤(일본어: げききょうしゃ: 外痙者, 外經者, 外境者)를 외과의사라고 설명하고 있다.
16세기 중엽에는 전장의 상처를 외과적으로 처치하는 금창의라고 불리는 외과의사들이 등장했다.
에도시대에는 금창이 발전하고 난학과 융합하여 기록에 남는 한 세계에서 가장 오래된 전신마취수술을 성공시킨 하나오카 세이슈 등이 나왔다.